# Гумалик, Павел Христофорович
Па́вел Христофо́рович Гума́лик (рум. Pavel Gumalic; ? — ?) — городской голова Кишинёва с 1870 по 1871.

## Биография
Павел Христофорович Гумалик родился в греческой семье. Поручик в отставке.
В 1870 году был избран городской головой Кишинёва, сменив на этом посту Адама Крыжановского.
За короткое время своего правления Павел Гумалик построил железнодорожный вокзал, начал постройку водонапорных башен и прокладку водопровода, заложил церковь Великомученика Пантелеймона по проекту архитектора Александра Бернардацци.
В 1870 году было принято городовое положение, вводившее бессословную городскую думу и городскую управу. Воспользовавшись своей властью, Гумалик исключил из избирательного списка в городскую думу неугодных ему кандидатов и вписал туда своих ставленников. Возмущённые кишинёвские избиратели потребовали отставки городского главы и отмены результатов выборов. Павел Гумалик был отправлен «в отпуск», оставив вместо себя купца Федота Иванова.
24 марта 1871 года городским головой был избран Клементий Петрович Шуманский.

## Семья
- Гумалик, Дмитрий Христофорович — брат. После обучения в Халкидонской семинарии перебрался из Константинополя в Одессу под покровительство Александра Стурдзы, затем в Санкт-Петербург. Адъюнкт греческой словесности Главного педагогического института. Составитель справочника «Карманная книга для русских воинов в походах по турецко-греческим землям» (1854). В 1860-е годы — чиновник особых поручений по делам книгопечатания при министре внутренних дел[5][6].